# ام‌وی تمپا
ام‌وی تمپا (به انگلیسی: MV Tampa) یک کشتی است که طول آن ۲۶۲٫۳ متر (۸۶۱ فوت) می‌باشد.